# 人魚傳說 (電影)
《人魚傳說》是一部於1994年上映的香港愛情片，由鄭伊健、鍾麗緹、麥家琪領銜主演，內容主要講述教練阿志和人魚小美的浪漫愛情故事。

## 故事大綱
教練阿志是一位學校體育老師，不過卻不擅長游泳。有一次，他差點溺水，還好被人魚小美救回，但阿志卻不小心把小美體內的珍珠吞掉了。由於人魚失去珍珠便無法回歸海洋，她只好假扮成學生混進阿志所任教的學校，打算取回珍珠後再回去海中。
阿志得知秘密後被嚇壞，不過也和小美發展出情感。但是，這個祕密卻被校長知道，並把她抓起來。阿志能否救回小美，並繼續這份情緣呢？

## 演員
| 演員   | 角色   | 粵語配音 | 備註 |
| 鄭伊健 | 阿志   | 張炳強   | 周老師 學校體育教師 受多名女學生歡迎 因在溺水時被人魚小美救回而和她發展情緣 最后在人魚小美的下世認得自己后繼續與其發展情緣 |
| 鍾麗緹 | 小美   | 何錦華   | 人魚 在水裏生活 因在阿志溺水時把他救回而和他發展情緣 最后自己下世時認得阿志后繼續與其發展情緣                              |
| 金城武 | 金麥基 | 潘文柏   | Kenji 學校學生 暗戀琪琪，后在一起                                                                                          |
| 麥家琪 | 琪琪   | 陸惠玲   | 公主 學校學生 被金麥基暗戀，后在一起                                                                                       |
| 鄭則仕 | 校長   | 鄭則仕   | 本片終極大反派 學校校長 阿志之上司 后和Miss 苑、一名警察及一個老師抓掉小美，但失敗                                         |
| 苑瓊丹 | Miss苑 | 曾秀清   | 本片反派 學校老師 校長之跟班 后和校長、一名警察及一個老師抓掉小美，但失敗                                                  |
| 陳國新 | 警察   |          | 本片反派 警察 和Miss苑、校長及一個老師抓掉小美，但失敗                                                                     |
| 安德尊 | 老師   | 陳欣     | 本片反派 一名老師 和Miss苑、校長及一個警察抓掉小美，但失敗                                                                 |
| 馮蔚衡 | 志母   | 馮蔚衡   | 阿志之母 |
| 劉兆銘 | 劉伯   | 周志輝   | 小美之舅父 |
| 高翰文 | 志父   | 高翰文   | 阿志之父 在年輕時因阿志把自己的魚餌剪斷而發難失手把其推下海 後沒再被提及                                                   |

## 外部連結
- 開眼電影網上《人魚傳說》的資料（繁體中文）
- 豆瓣电影上《人魚傳說》的資料 （简体中文）
- 时光网上《人魚傳說》的資料（简体中文）
- AllMovie上《人魚傳說》的资料（英文）
- 爛番茄上《人魚傳說》的資料（英文）
- 香港影庫上《人魚傳說》的資料（繁體中文）
- 互联网电影数据库（IMDb）上《人魚傳說》的资料（英文）